# Hystrix cristata

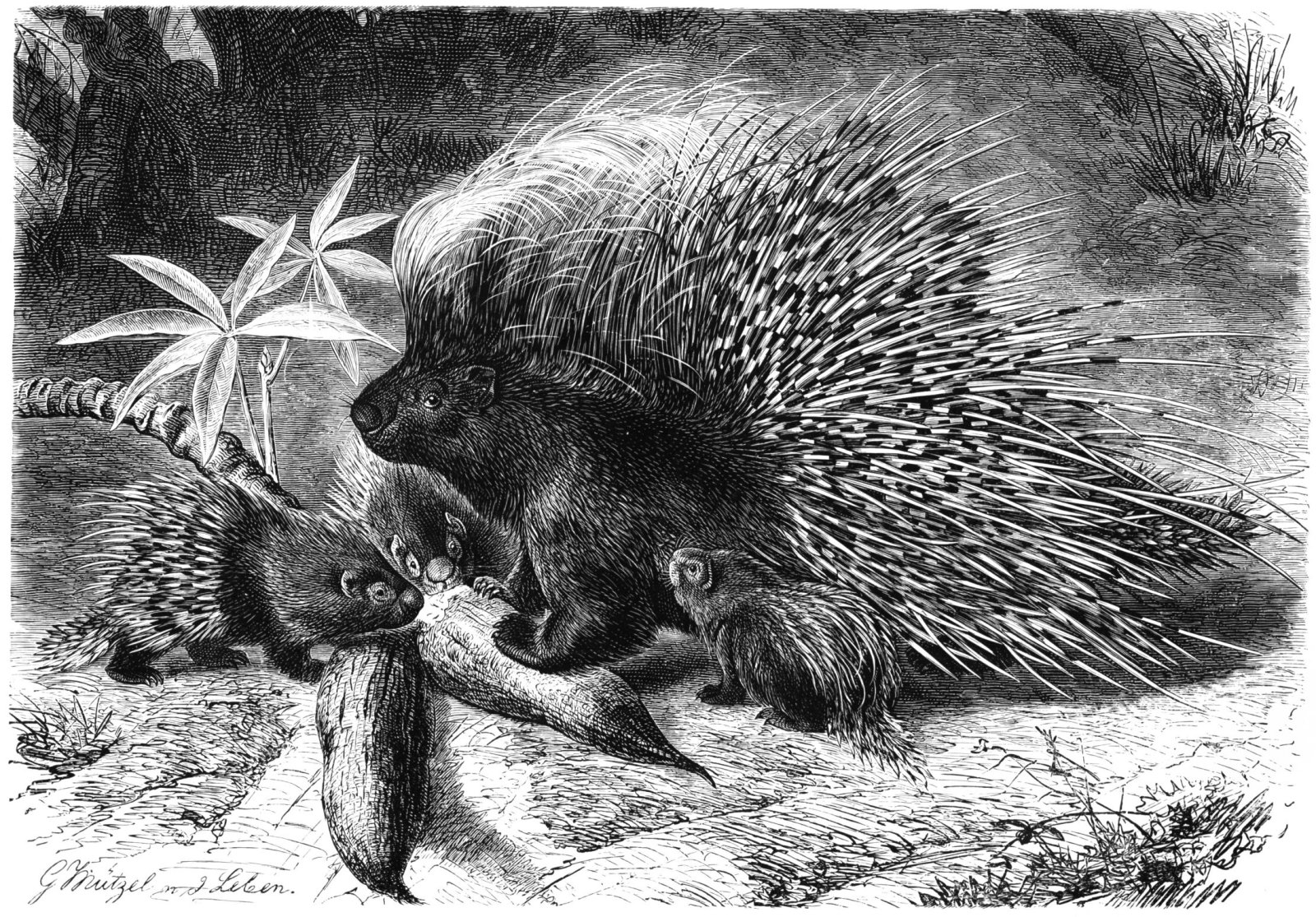
Dibujo de un puercoespín crestado.

El puercoespín común (Hystrix cristata), también conocido como puercoespín europeo, puercoespín africano o puercoespín norteafricano,  es una especie de roedor histricomorfo de la familia Hystricidae que habita regiones cálidas de Italia y África. Se encuentra en toda Italia y África, desde Sicilia hasta el Tirol del Sur. Se reconocen al menos cinco subespecies. 
Muchos zoólogos no creen en la espontaneidad de estas poblaciones europeas, sino que opinan que fueron implantadas por los romanos, aunque hay restos fósiles que parecen demostrar lo contrario.

## Subespecies
Se reconocen al menos cinco subespecies.
- Hystrix cristata meridionalis - Puercoespín del sur
- Hystrix cristata septentrionalis - Puecorespín del norte
- Hystrix cristata cristata  - Puercoespín central
- Hystrix cristata orientalis - Puercoespín del este
- Hystrix critata occidentalis - Puercoespín del oeste

## Características

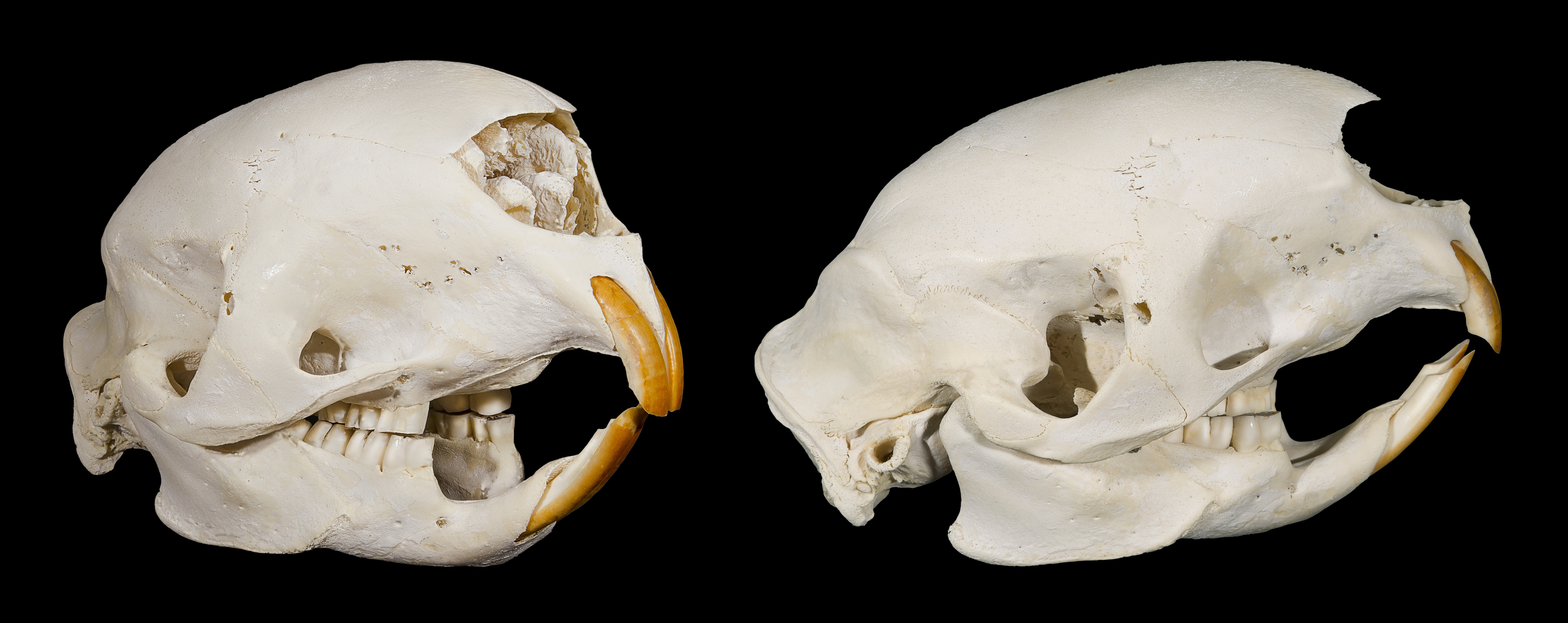
Hystrix cristata Cráneo – Museo de Historia Natural de Toulouse

Se le reconoce por sus largas púas blancas y negras, que le recubre enteramente el dorso, los flancos y la cola. Cuando está en peligro, eriza las púas y las sacude haciendo sonar su cola al mismo tiempo. Las púas no se hallan sólidamente implantadas en la piel, por lo que en caso de agresión, el depredador las desprenderá causándose mayores heridas y una distracción a favor del puercoespín.
Mide unos 60 cm de largo por 25 cm de alto y puede llegar a pesar unos 15 kg. De cabeza grande y robusta, tronco corto y patas provistas de fuertes garras. El dorso y las partes laterales del cuerpo están provistos de largas púas blancas y negras, puntiagudas y fuertes, que pueden llegar hasta 35 cm de largo y le recubren enteramente el dorso, los flancos y la cola.
En cautividad existen ejemplares de Hystrix cristata albino completamente blancos.

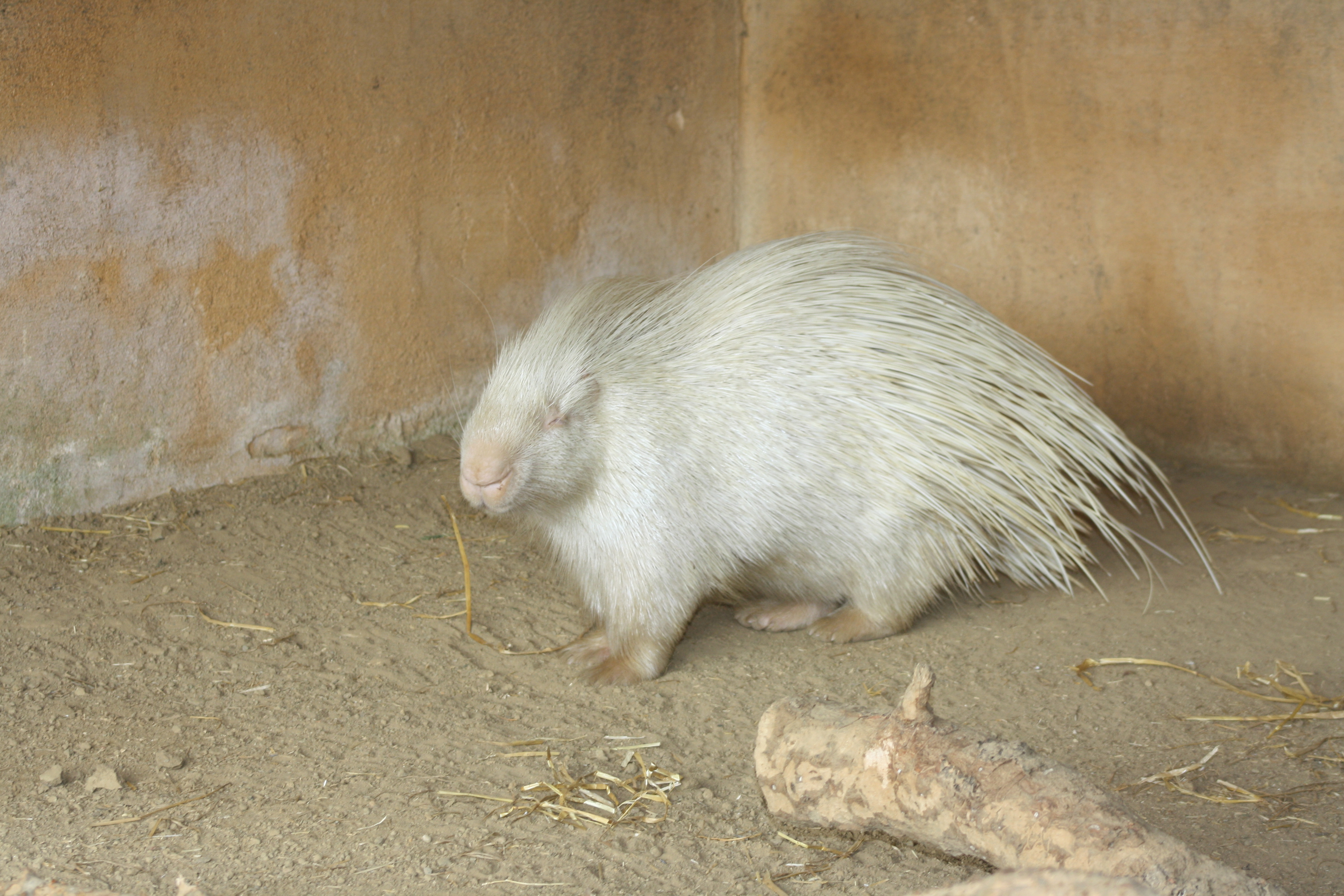
Hystrix cristata albino en cautividad

## Hábitat
El puercoespín vive en solitario o en pequeños grupos familiares, en terreno seco y con maleza, sobre todo en las faldas de las colinas y a menudo en las proximidades de las viviendas del hombre. Se oculta en las grietas de las rocas o en unas madrigueras que excava él mismo. Es un animal nocturno, poseedor de un olfato excepcionalmente sensible, mientras que el oído y la vista están poco desarrollados.

## Alimentación
Se nutre de las partes verdes de los vegetales, de raíces, tubérculos, distintas plantas agrícolas y, ocasionalmente, de alimentos cárnicos. Puede recorrer hasta varios kilómetros lejos de su madriguera en busca de alimento.

## Comportamiento
El puerco espín no suele importunar a ningún animal, pero cuando está en peligro, eriza las púas y las sacude haciendo sonar su cola al mismo tiempo. Las púas no se hallan sólidamente implantadas en la piel lo que permite que se aflojen al ser agredidos. Al contrario de la creencia popular, los puerco espines son incapaces de lanzar sus púas de manera defensiva.
Los jóvenes nacen con vista y con unas púas blandas.